# 6-я мотострелковая дивизия
6-я мотострелковая дивизия — тактическое соединение Сухопутных войск Российской Федерации.

## История
Дивизия сформирована в 2022 году на территории Западного военного округа. Командиром дивизии стал полковник Марат Оспанов. 
В период 2023—2025 гг. в составе соединения находились 1008-й, 1307-й, 1442-й и 1486-й мотострелковые, 89-й танковый, 27-й гвардейский артиллерийский полки.
В мае 2024 года 6-я мотострелковая дивизия вела бои в районе Клещиевки Бахмутского района Донецкой области.
В октябре 2024 — мае 2025 гг. дивизия вела позиционные бои в районе Часов Яра Бахмутского района в направлении села Ступочки.

## Командиры
- полковник (с 17 февраля 2023 генерал-майор[2]) Марат Оспанов (2022 — …)[1]

## Отличившиеся воины
- гвардии сержант Зикратьев, Виталий Владимирович, наводчик-оператор танка 1-й танковой роты танкового батальона 1307-го мотострелкового полка, 2024 год.
- гвардии младший сержант Молчанов, Константин Андреевич, старший механик-водитель 1-й танковой роты, 2024 год.
- гвардии капитан Хасанов, Рустам Анатольевич, командир 1-й танковой роты, 2024 год.